# Litteratur
| Litteratur |
| --- |
| Litteratur publiceras ofta i bokform. - Betydelse – texter eller berättelser av en viss (estetisk) karaktär - Bakgrund – muntliga berättelser, inskriptioner och bokrullar - Exempel – skönlitteratur, facklitteratur, tecknade serier, teatertexter, journalistik |

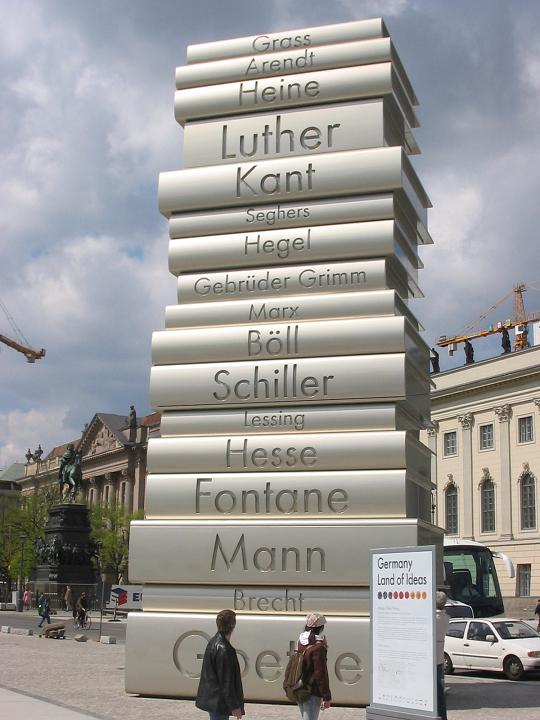
Skulptur i Berlin.

Litteratur är en samlingsbeteckning för texter, både nedskrivna och muntliga, som uppfyller vissa estetiska kriterier. Ordet litteratur kommer från latinets litteratura som i latinet används i tre betydelser: någonting skrivet, filologi eller lärdom eller vetenskap. Litteratura kommer av littera, som betyder bokstav.
Under romantiken började litteratur betyda texter med vissa estetiska kvaliteter, vilket ledde till att ordet blev synonymt med skönlitteratur. Under de senaste decennierna har begreppet litteratur vidgats. Genregränserna har brutits ner av blandgenrer, och författare har på senare år försökt komma ifrån det "finkulturella", subjektiva och fiktionalistiska. Inom ämnet litteraturvetenskap studerar man nu även journalistik, talekonst och biografier. Enligt litteraturkritikern Ezra Pound var litteratur "nyheter som förblir nyheter".
Litteratur återfinns numera tillgängligt att låna på bibliotek, till försäljning i bokhandlar och att läsa på internet. Det finns många priser och utmärkelser inom området litteratur, varav ett av de mest kända är Nobelpriset i litteratur.

## Litteraturvetenskap
Litteraturvetenskapen är den vetenskap som studerar de litterära texterna och hur de kommer till, utformas, sprids, mottas, verkar och värderas. Under antiken studerades litteratur ur biografiska och språkliga perspektiv. Under renässansen återupptogs ämnet och blev mer historiskt inriktat. Under romantiken fördjupades det historiska intresset. Med positivismens började man alltmer se på psykologiska och biografiska aspekter av litteratur.

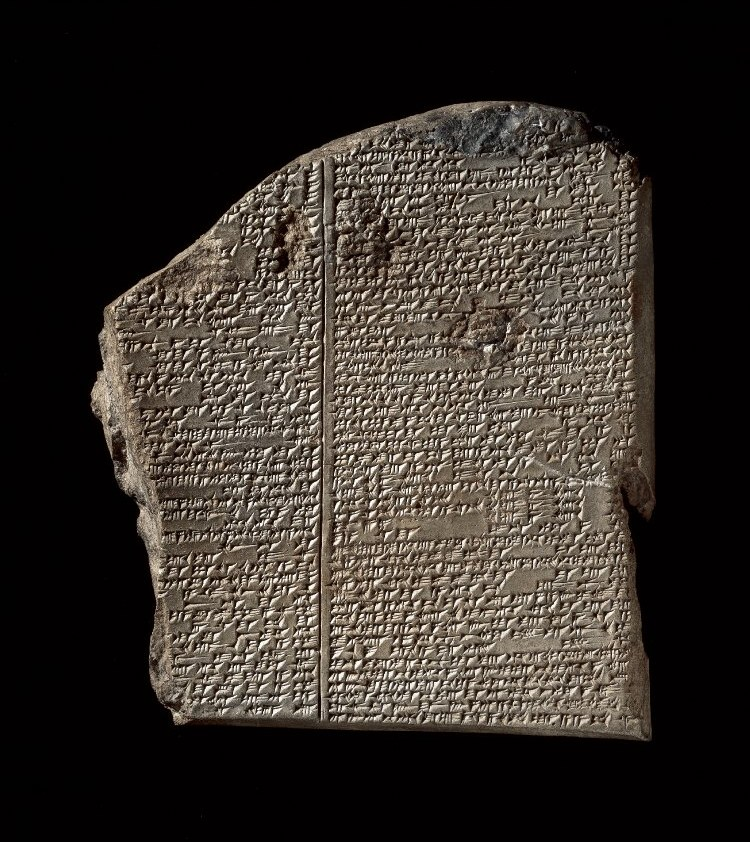
En lertavla med delar av Gilgamesheposet.

Kring förra sekelskiftet utvecklades komparativ litteraturforskning som studerade förhållandet mellan olika kulturers litteratur, verkens relation till varandra, etc. Under efterkrigstiden tillkom ett stort antal inriktningar och den teoretiska basen för vetenskapen växte enormt. Bland annat tillkom litteratursociologi och litteraturdidaktik. Litteraturhistoria och litteraturkritik är andra väsentliga riktningar, och studiet av litteratur ingår i modersmålsundervisning och språkundervisning från grundskolenivå.

## Litteraturens historia

### Muntlig tradering till bokrullar
Litteraturens historia är jämngammal med människans förmåga att kommunicera. Från de tidigaste muntliga berättelserna ledde skriftspråkets uppfinnande omkring 2100–2000 f.Kr. till övergången från muntlig tradition till nerskriven. Exempel på forntida kända bibliotek är Ashurbanipals bibliotek i Nineve och biblioteket i Alexandria. Det är mycket svårt att datera många av de äldsta verken.
De första litterära verken var muntliga och fördes vidare via muntlig tradering. Omkring 2100–2000 f.Kr. uppstod skriftspråket och nedteckningar på lertavlor av till exempel Gilgamesheposet har bevarats, och senare även verk på papyrus. Den äldsta muntliga litteraturen, som vi fått den förmedlad, framfördes på vers, där rytm och rim hjälpte berättare att minnas. Genom att jämföra berättelser som vandrat olika vägar fram till nedtecknandet kan man se, att berättelserna hållit sig förvånansvärt oförändrade genom många led av tradenter.

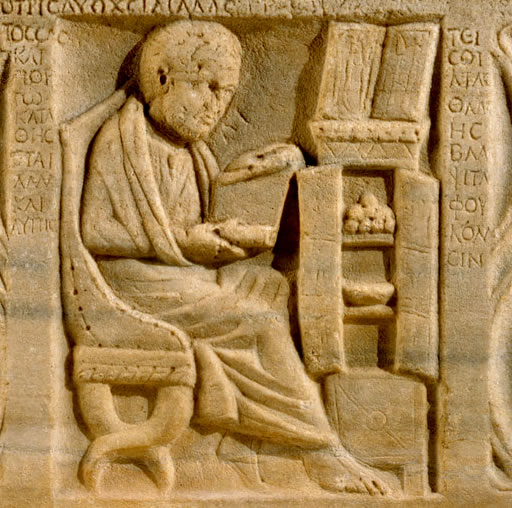
Den tidiga litteraturen (här på en relief från 300-talet e.Kr.) var ofta i form av bokrullar.

Litteraturen i form av codexboken är en relativt ny företeelse, och tidig litteratur skrevs i ofta på bokrullar. Till en början var den till största delen muntlig, bland annat eftersom papyrus och pergament var svåråtkomligt och dyrt.

### Greker, kineser och romare
Dessutom såg framförallt de antika grekerna ner på både skrivandet och läsandet. Detta gjorde att de antika grekerna aktivt motverkade en utvecklad läsfärdighet. Läsningen var till för slavarna, eftersom den sågs som ett sätt att underkasta sig det skrivna ordet och därmed inte anstod en fri man. Denna motvilja mot det skrivna ordet gjorde även att greker som Pythagoras och Sokrates båda vägrade att skriva. Platon skrev endast med vetskapen att det enbart publicerades för hans utbildade akademi där ingen skulle kunna feltolka hans skrifter.
Sun Tzus bok Krigskonsten, samt Konfucius och Lao Zis filosofiska verk från 500–400 f.Kr., tillhör de tidiga verk som ingår i den litterära kanonen, även om de är väsensskilda från de västerländska motsvarigheterna. Homeros episka Iliaden och Odysseen räknas ibland som inledningen på den grekiska antiken, tillsammans med Aiskylos, Sofokles, Euripides och Sapfo som kan sägas ha definierat den lyriska poesin. 
Inom den del av litteraturen som numera kallas facklitteratur (tidigare fanns inga större skillnader mellan påhittat och dokumentärt material) införde Platon element av filosofi i sina skildringar av sin mentor Sokrates. Platons lärjunge Aristoteles utvecklade senare det vetenskapliga forskandet i litterär form, och med sin Om diktkonsten utformade han en litterär teori som fortfarande används. Mycket av den latinska litteraturen (omkring 100 f.Kr till omkring 500 e.Kr.) var variationer på de teman som antikens greker utformade. Nytt var dock Horatius införande av satiren som retoriskt grepp och att Juvenalis utvecklade satiren till att bli ett vapen. Under 100-talet e.Kr. kom Nya testamentet, en under närmare 2000 års tid mycket inflytelserik samling texter.

### Medeltiden, romaner och bokformat

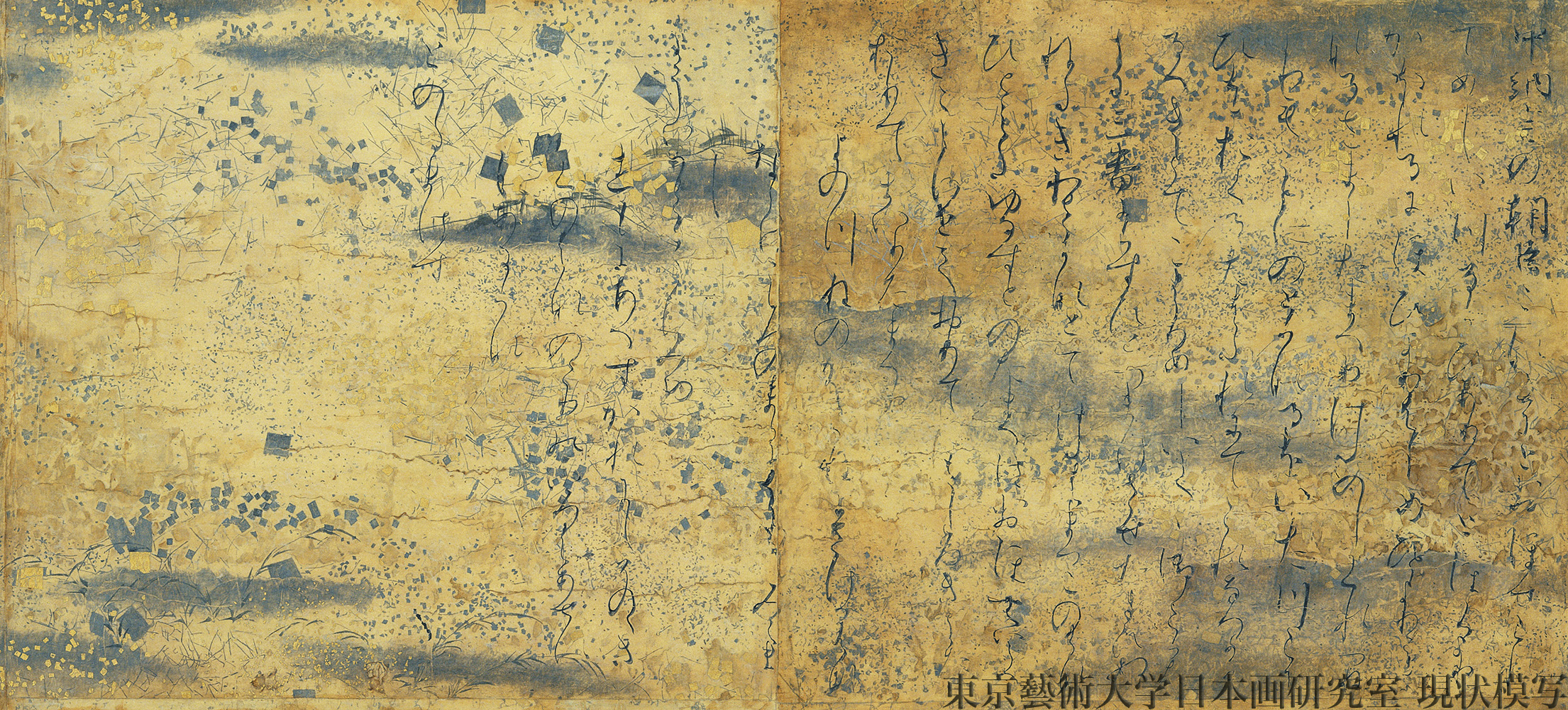
Genji monogatari, kandidat till titeln som den första romanen.

En av de tidigast tryckta verken är den kinesiska Diamantsutran, en bokrulle från år 868. Codexboken fick sitt inträdande bland annat med Gutenbergs boktryckarkonst, med rörliga typer istället för fasta tryckplåtar. Från att ha varit en ganska dyr vara, sjönk priset.
Därefter har boken fått olika former: olika inbindningar, format och papperskvalitet. Halvfranska band och andra skinninbindningar var vanliga ända fram till mitten av 1900-talet. Under början av 1900-talet utvecklades pappersmassa-pappret som var grövre och därför billigare. Förlaget Penguin Books var ett av de första att satsa på pocketböcker.
Det råder stor osäkerhet om vilken som är den första romanen. Några av de verk som nämnts är Don Quijote av Cervantes (från 1605) och Genji monogatari av Murasaki Shikibu (från omkring 1010). Olika historiska perioder har betonat olika delar hos litteraturen. Tidiga verk hade ofta religiösa eller didaktiska syften, såsom i medeltidens mysteriespel. Från och med medeltiden har romantiken använt sig av exotism och känslor som viktiga inslag. Upplysningen innebar ett ökat antal nationalistiska episka verk och filosofiska traktat. Under 1800-talet inleddes en era av realism och naturalism för att undersöka vad som var verkligt. 1900-talet innebar större betoning på symbolism och psykologiska insikter i rollfigurerna.

### Internet och 2000-talet
Under 2000-talets första decennium skedde en smärre revolution på det litterära mediaområdet. Amazon lanserade 2007 sin läsplatta Kindle, som salufördes som bokens slutgiltiga substitut. Den kom i mångt och mycket att bana vägen för e-bokens intåg. Surfplattor som Apples Ipad har fortsatt den trenden, och varje sekund beställs mer än 70 produkter online från Amazons internetbaserade bokhandel. Internets spridning har vidgat begreppet litteratur, när distributionen blivit friare och fenomen som bloggar och beställtryck ("print-on-demand") uppstått. Robotförfattaren Philip M. Parker har författat fler än 100 000 böcker, baserat på redan tillgänglig information från internet.

Internet har både hotat litteraturens roll i kulturen och globaliserat bokförsäljningen.

Den digitala texten är, till skillnad från den klassiska texten, dynamisk i det att även texten förändras. 2011 bildades den svenska e-bokhandeln dito.se, vilket följdes upp av e-bokhandlar på bland annat Adlibris, och Svenska Förläggareföreningen räknar med att e-boken tagit omkring 5 procent marknadsandelar från den tryckta boken. Den spanska webbplatsen 24symbols publicerar böcker som strömmas baserat på samma idé som Spotify erbjuder musik. Dessutom har internets spridning givit upphov till begreppet social reading, där läsaren, författaren och distributören ingår i en gemensam diskussion. Boksingeln har därutöver introducerats på marknaden.
Denna utveckling har tolkats som "bokens död", något som tillbakavisats av forskare. I USA har både codexboken och e-boken ökat i försäljning, samtidigt som läs- och surfplattor ökar i försäljning. Den senaste utvecklingen har beskrivits som först och främst "medialt gränsupplösande" – en form av "mediakonvergens". Pelle Snickars konstaterar att "den digitala textens mediala natur […] uppenbarat att skriften (och boken) är en medieform bland andra", och kallar Kungliga biblioteket för mediearkiv snarare än bibliotek.

## Författarskapets historia
| ”                                                        | Författarbegreppets tillkomst konstituerar individualiseringens kulmen i idéernas, kunskapernas, litteraturens, filosofins och vetenskapens historia. | „ |
| – Ur Michel Foucaults essä Vad är en författare?" (1969) | |   |

### Antiken och medeltiden
I den antika grekiska kulturen fanns det en förakt för skriften som gjorde att relativt få skrifter skrevs ned under den tiden, med några undantag (Platon, Aristoteles). "Författarna" var då muntliga berättare som återberättade andra berättares historier. Homeros var en av de första som skrev ned en traderad berättelse, men det tvistas i huruvida nedskrivare av traderade berättelser kan räknas som författare. Romarrikets syn på skriften var dock positivare, och de skrev ner många av de grekiska texterna.
Under 800-talet uppstod två separata författarkretslopp, där det skrivna kretsloppet dominerades av klostervärlden och hovkulturer medan den muntliga berättartraditionen var stark. De nedskrivna verken från den här tiden är därmed först och främst religiösa, med undantag för Beowulf och Rolandssången av Chrétien de Troyes. Först under Renässansen i Italien blev författandet mer allmängiltigt, och det var också där de första författarna i mer egentlig mening uppstod, såsom Dante Alighieri (1265-1321) och Francesco Petrarca (1304-1374).

### Med tryckta böcker
Den stora förändringen kom dock med tryckkonsten under 1400-talet, och för första gången började författare nu framträda med sina namn på verken. De flesta författare arbetade dock med stöd av mecenater och därmed ganska begränsade. Under sena 1500-talet började författare kunna lösgöra sig från sina mecenater med bokhandlarnas framväxt, och marknadsorienteringen blev mer framträdande i författaryrket. Detta gjorde även yrket friare (även om censuren fortfarande var stark). Många var även statligt anställda och klarade sig därmed också utan en mecenat: exempel i Sverige är Bellman och Olof von Dalin.
Det var först på 1700-talet och 1800-talet som författare med ambitioner att skapa konstnärliga verk kunde försörja sig på sitt värv. Industrialismens övergång till en billigare och effektivare bokproduktion och den ökade läskunnigheten gjorde att fler böcker såldes, vilket ledde till ökad efterfrågan av olika typer av författare för att passa olika typer av läsare. Det i sin tur ledde till att det skrevs en oerhörd mångfald av böcker. Dessutom växte salongerna fram, liksom akademier (som Kungliga svenska vitterhetsakademin 1753 och Svenska Akademien 1786), som stödde författarna. Som den första yrkesförfattaren brukar britten Samuel Johnson nämnas, som avböjde ekonomiskt stöd 1755 då han trodde sig kunna försörja sig på sitt författande.

### Yrkesförfattare
Med kapitalismens framväxt under 1800-talet blev boken allt mer en kommersiell vara, och författare som Carl Jonas Love Almqvist brukar därifrån kallas den första svenska yrkesförfattaren. De första kvinnliga marknadsförfattarna (författare som skrev för en bred publik med texter som sålde i stora upplagor) dök även upp vid denna tid. De första uppträdde redan under 1700-talet, och i Sverige är bland andra Hedvig Charlotta Nordenflycht och Anna Maria Lenngren exempel på detta. Under 1800-talet blev de fler, och även om författarna i salongerna och akademierna var män framträdde ett gäng stora kvinnliga författare med Sophie von Knorring, Fredrika Bremer och Emilie Flygare-Carlén. De kvinnliga marknadsförfattarna har dock i olika hög grad glömts bort, mycket på grund av det marknadsinriktade i deras verk snarare än kvalitetsinriktade. Situationen skilde sig något åt i Frankrike, där kvinnor hade en mer framträdande roll i salongskulturen.

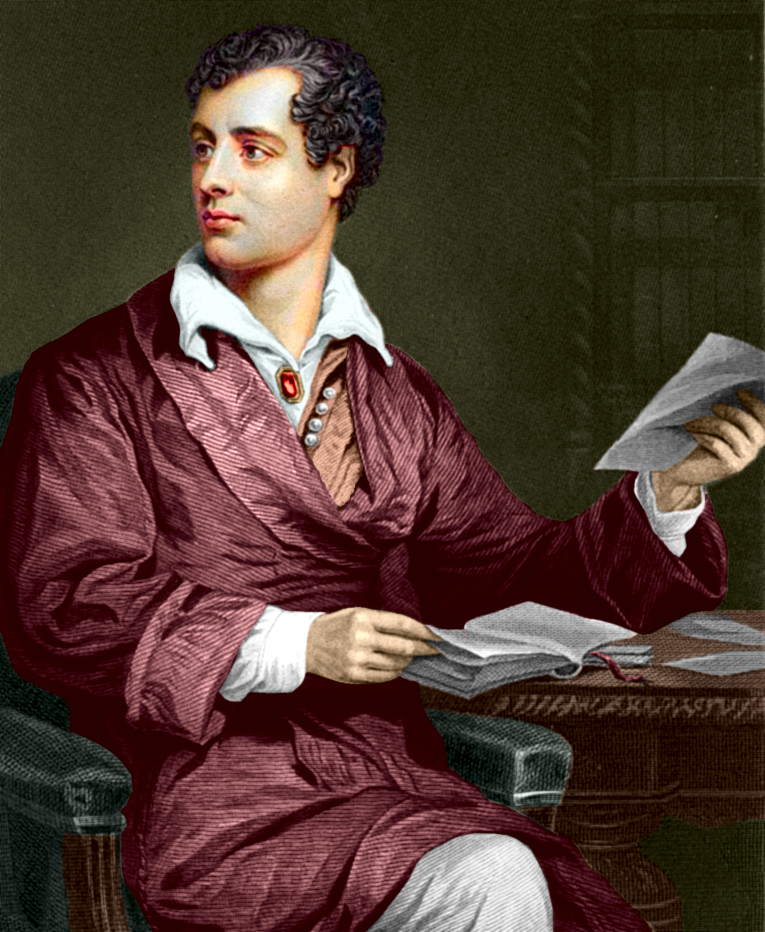
Romantiken (här Lord Byron) odlade idén om den genialiske konstnärssjälen.

Kommersialiseringen och kapitalismen till trots trädde myten om den unikt genialiske konstnärssjälen i samhällets utkant fram, och författaren förväntades stå utanför kraven från det konventionella samhället. Dessa krav kom ofta från salongerna, och är en bild som i mångt och mycket lever kvar av författaren. Det var dock svårt att klara sig ekonomiskt med ett leverne enligt myten; några få exempel är Lord Byron och Erik Johan Stagnelius. De andra stora samtida svenska författarna, däribland Erik Gustaf Geijer och Esaias Tegnér, var delar av den borgerliga offentligheten. 1812 fick Sverige sin första författarrätt som erkände det litterära verket som konstverk, vilket etablerade termen "verkförfattare", vilket både medförde skillnader i inkomster och ekonomiska förutsättningar samt de estetiska idealen – romantiken – började träda fram.
Med Sveriges Författarförbund och andra starka krafter har professionaliseringen klargjort tydligare skillnad mellan "riktiga författare och de som inte ansågs vara det". Internet har i sin tur inneburit en förändring av termen författare som begrepp, där litteraturvetare som George P. Landow och Terence Harpold menar att gränsen mellan författare och läsare blivit allt svårare att urskilja och att författaren på internet har förlorat kontroll över texten till förmån för läsaren. De menar därmed att Roland Barthes och Michel Foucaults teser om författarens död därmed återigen har blivit aktuella. Lisbeth Larsson menar dock att användningen av internet också har återskapat intresset för författaren, och att läsarens födelse snarare än författarens död har lett till författarens pånyttfödelse.

## Litteratur och dess typer
Litteratur är ett omfattande begrepp med vaga gränser mot åt ett håll vardagliga konversationer och åt ett annat håll andra typer av kultur. Några av de typer som ingår är:

- biografier
- brev
- dagböcker
- e-bok
- epik
- epitafium
- essäer
- filmer
- filosofiska traktat
- legender
- litteraturkritik
- ljudbok
- låttexter
- noveller
- pjäser
- poesi
- politiska skrifter
- religiösa skrifter
- romaner
- sagor
- självbiografier
- sketcher
- tal
- tecknade serier
- tidningsartiklar
- tidskrifter
- TV-spel

Alla dessa typer kan delas in i flera undergrupper, bland annat efter genre och målgrupp. De första genrerna uppstod under antiken - tragedier, komedier och dramer. Sedan dess har många genrer tillkommit, såsom science fiction, fantasy, kriminallitteratur och alternativhistoria. Många författare har skrivit verk inom flera typer av litteratur och genrer. Det finns också verk av olika seriositet inom de olika typerna, även om vissa typer vanligtvis räknas som mer lättillgängliga och därmed mindre tillfredsställande.
Litteratur brukar numera delas in i två större delar: skönlitteratur (fiktion, med påhittat innehåll) och facklitteratur (som ska vara dokumentär). Denna uppdelning är historiskt sett relativt ny, och de första verken är svåra för litteraturforskare och historiker att avgöra sanningshalten i.